# Klaus Schmidt (régész)
Klaus Schmidt (Feuchtwangen, 1953. december 11. – Usedom, 2014. július 20.) német ős- és ókortörténész, régész.

## Életrajza
- 1953. december 11-én született Feuchtwangenben[5]
- 1974-1983. Erlangen – Heidelberg: Ó- és Őskori Történelem-, Klasszikus Régészet-, geológiai és paleontológiai tanulmányok”
- 1983: Promóció Heidelbergben (Prof. Hauptmann): „Die litischen kleinfunde von Norsuntepe”
- 1984-1986. A német Archeológiai Intézet (DAI) utazó ösztöndijasa
- 1986-1995. A heidelbergi egyetem ó- és őskori intézetének kutatói ösztöndíjasa
- 1995-től. Befejezéséig vezetője a gürcüntepei továbbá a Göbekli tepei ásatásoknak (Török-O)
- 1996-1998. A DFG habilitációs ösztöndíjasa, témája: „Funktionsanalyse der frühneolithiscsen Siedlung von Nevali Cori” (Funkcióanalízis Nevali Cori kora neolitilus településről)
- 1999. Habilitációs kutatások befejezése az Erlangen-Nürnbergi egyetemen, habilitációs kollokvium 1999.10.5. Témája: „Die Altägiptische Reichseinigungszeit aus archeologischer Sicht" (Az óegyiptomi birodalomegyesítési korszak régészeti szemmel). Magántanári oktatói tevékenység az ó-és őskori tanszéken
- 1998-1999. Helyettese a bambergi egyetem ó- és őskor-történeti tanszéket vezető, Wolfram Schier professzornak (C-3)
- 2001-től: A DAI Orient Abt. Kis-ázsiai őskor-régészeti szakreferense
- 2001-2002. A DAI delegáltjaként a berlini egyetem Közel-keleti tanszékét irányító prof. Hans J. Nissen (C-4) helyettese
- 2002 óta Lutfi Khaillal (Univ. Jordan, Amman) és Richardo Eichmannal (DAI Keleti osztály) vezeti a DAI Aquaba Projectjét (Chalkolithikum, korai rézmetallurgia)
- 2006. 12.6-tól a DAI levelező tagja
- 2007.01.29. óta az Erlangen-Nürnbergi egyetem rendkívüli professzora

## Szakirodalmi munkássága

### Monográfiák
- Norsuntepe. Kleinfunde. I. Die lithische Industrie, Archaeologica Euphratica 1 (1996)
- Norsuntepe. Kleinfunde. II. Artefakte aus Felsgestein, Knochen und Geweih, Ton, Metall und Glas. Naturwissenschaftliche Beiträge vom István Baranyi, Ernst Pernicka und Sigrid Schmitt-Strecker, Archaeologica Euphratica 2 (2002)
- Sie bauten die ersten Tempel. Das rätselhafte Heiligtum der Steinzeitjäger. Die archäologische Entdeckung am Göbekli Tepe, C.H. Beck, München (2006), verbesserte 2 Auflage (2006) und erweiterte 3. Auflage (2007)
  - Lizenzausgabe als Taschenbuch bei dtv, München (2008)
  - Lizenzausgabe törökül: Tas çagi avcilarinin gizemli kutsal alani. Göbekli Tepe. En Eski Tapinagi Yapanlar, Arkeoloji ve Sanat Yayinlari, Istanbul (2007), fordítója Rüstem Aslan
  - Lengyel, orosz és olasz Lizenz-kiadásai vannak előkészületben

 Számos szakcikk és recenzió
- A DAI honlap felsorolja és részletezi